# La Libertad kommun, Mexiko
La Libertad är en kommun i Mexiko.   Den ligger i delstaten Chiapas, i den sydöstra delen av landet, 800 km öster om huvudstaden Mexico City. Arean är 1 965 kvadratkilometer.
Terrängen i La Libertad är platt åt nordost, men åt sydväst är den kuperad.
Följande samhällen finns i La Libertad:
- José María Morelos y Pavón Centro
- Benito Juárez 1ra. Sección